# Osterrade
Osterrade er en by og kommune i det nordlige Tyskland, beliggende i Amt Mitteldithmarschen i den centrale del af Kreis Dithmarschen. Kreis Dithmarschen ligger i den sydvestlige del af delstaten Slesvig-Holsten.

## Geografi
Osterrade er beliggende i den nordøstlige del af Ditmarskens gest og strækker sig ind i moselavningen omkring bækken Gieselau og Ejderen. Ud over Osterrade ligger i kommunen bebyggelserne Christianshütte, Heinkenstruck, Jützbüttel, Redder, Schormoor og Süderrade.

### Nabokommuner
Nabokommuner er (med uret fra nordvest) kommunerne Süderdorf og Wrohm (begge i Kreis Dithmarschen), Hamdorf og Oldenbüttel (begge i Kreis Rendsburg-Eckernförde) samt Offenbüttel, Bunsoh og Immenstedt (alle igen i Kreis Dithmarschen).

## Historie
I kommunen er der en mindesten for døde russiske krigsfanger, der var interneret i  Arbeitslager Süderrade under Første Verdenskrig.